# Рушешников, Николай Прокопьевич
Николай Прокопьевич Рушешников (род. 25 сентября 1926) — передовик советской геологоразведки, буровой мастер Шалымской геологоразведочной экспедиции Западно-Сибирского геологического управления Министерства геологии РСФСР, Кемеровская область, Герой Социалистического Труда (1971).

## Биография
Родился 25 сентября 1926 года в деревне Кусмень (ныне Тогучинского района Новосибирской области) в русской крестьянской семье. Завершив обучение в шести классах школы, в начале Великой Отечественной войны, в 1942 году, начал свою трудовую деятельность старшим буровым рабочим Завьяловской партии объединения "Запсибгеология".
В ноябре 1943 года был призван в ряды Красной Армии. Участник Великой Отечественной войны. Службу проходил в действующих частях Прибалтийского и 2-го Украинского фронтов. При форсировании Одера был контужен. Победу встретил в 60 километрах от Берлина. Представлен к наградам за боевые заслуги. Уволился со службы в 1946 году.
С декабря 1946 года работал в Западно-Сибирском геологическим управлении. Работал в Глушинке буровым мастером на разведке угольных полей для новых шахт. В 1953 году на одной из шахт Данбасса потребовалась срочно произвести бурение глубоких скважин. Бригада Рушешникова была на время передана Донецкому углеразведочному тресту. После этого работал в Горной Шории, в Тайметской партии старшим буровым мастером на разведке Шерегешского месторождения. По результатам работы в семилетки (1959-1965) награждён орденом Ленина. Его бригада одной из первых стала называться бригадой коммунистического труда, а в 1967 году стала называться бригадой имени 50-летия Октября.
Указом Президиума Верховного Совета СССР от 20 апреля 1971 года за выдающиеся успехи в развитии геологоразведочных работ и разведки месторождений полезных ископаемых Николаю Прокопьевичу Рушешникову присвоено звание Героя Социалистического Труда с вручением ордена Ленина и золотой медали «Серп и Молот».
Избирался членом пленума Таштагольского горкома КПСС, ЦК профсоюза рабочих геологоразведочных работ и президиума теркома профсоюза рабочих геологоразведочных работ.
Проживал в городе Новокузнецке.

## Награды
За трудовые и боевые успехи удостоен:
- золотая звезда «Серп и Молот» (15.09.1976)
- два ордена Ленина (26.06.1959, 15.09.1976)
- Медаль «За отвагу» (СССР)
- Медаль «За боевые заслуги»
- Медаль «За трудовое отличие» (06.07.1951)
- другие медали.
- почетный знак ЦК ВЛКСМ «Наставник молодежи»